# Shuhei Kawata
Shuhei Kawata (født 5. april 1994) er en japansk fodboldspiller, som spiller for den japanske fodboldklub Tochigi SC.